# 勝間 (市原市)
勝間（かつま）は、千葉県市原市の市津地区にある大字。郵便番号は290-0174。

## 概要
市原市北部の市津地区にある。東は長生郡長柄町、南は同市三和地区との境界にあたる。全体的に山がちで、川に沿って谷が形成されている。

## 地理
北は小田部、東は葉木、長柄町長柄山、南は大桶、西は福増と接している。

## 地価
2017年の公示地価によると千葉県市原市勝間字関山656番4で850（円/m²）である。

## 世帯数と人口
2017年（平成29年）11月1日現在の世帯数と人口は以下の通りである。
| 町丁字 | 世帯数  | 人口  |
| ------ | ------- | ----- |
| 勝間   | 205世帯 | 351人 |

## 小・中学校の学区
市立小学校・市立中学校及び県立高等学校の通学区域は以下の通りである。
| 町丁字 | 番地 | 小学校             | 中学校             | 高等学校 |
| ------ | ---- | ------------------ | ------------------ | -------- |
| 勝間   | 全域 | 市原市立湿津小学校 | 市原市立湿津中学校 | 第9学区  |

## 施設
- 辰巳自動車学校
- 双葉電子工業勝間ラジコン飛行場

## 交通

### 鉄道
鉄道駅ない。

### バス
運行会社は小湊鉄道塩田営業所、最寄りバス停は勝間。
| 系統 | 経由     | 行き先   | 参考           |
| ---- | -------- | -------- | -------------- |
| 喜01 | 神崎経由 | 喜多     | 午後のみの運行 |
| 喜02 |          | 喜多     | 本数は1日1本   |
| 喜02 | 東5丁目  | 辰巳団地 | 上記と同様     |

### 道路
- 千葉県道292号犬成海士有木線 - 大字のほぼ中央を通っている。